# Rémi Rippert
Pour les articles homonymes, voir Rippert.
Rémi Rippert, né le 16 juillet 1971 à Avignon, est un joueur français de basket-ball. Il mesure 2,04 m et évoluait au poste d'ailier fort.

## Carrière
- 1988-1991 :  ES Avignon (N 1 A)
- 1991-1994 :  ASA Sceaux (N 1 B puis Pro A)
- 1994-1998 :  ASVEL Villeurbanne (Pro A)
- 1998-2000 :  PSG Racing (Pro A)
- 2000-2001 :  Cholet Basket (Pro A)
- 2001-2002 :  Élan chalonnais (Pro A)
- 2002 :  Cholet Basket (Pro A)

### Équipe nationale
Ancien international français, il a participé au championnat d'Europe avec l'équipe de France en 1997.

## Palmarès
- Champion de France de Nationale A 2 (actuel Pro B) en 1993
- Finaliste du championnat de France en 1996 et 1997
- Vainqueur de la coupe de France en 1996 et 1997.
- Champion du monde de basket militaire avec l'équipe de France militaire en 1991